# Python 3
A Python 3 infravörös önirányítású, kis hatótávolságú légiharc-rakéta, melyet a Shafrir 2 továbbfejlesztésével hoztak létre Izraelben. A rakéta infravörös érzékelője nem csak a repülőgép hajtóművéből kiáramló forró gázok által kibocsátott infravörös sugárzást képes érzékelni, hanem a repülőgép sárkányának a környezeténél magasabb hőmérsékletét is, ezért a rakéta, elődeivel ellentétben, már szemből is indítható. Ilyen típusú rakétával az ötödik arab–izraeli háborúban 35 ellenséges repülőgépet lőttek le. Több országba exportálták, a gyártás jogát 1982-ben eladták Kínának, a rakéta típusjelzése itt PL–8, gyártását 1988-ban kezdték meg. A rakétát a jelenleg is rendszerben álló Python 4 váltotta le.

## Külső hivatkozások
- Python 3 – Az Israeli-Weapons.com cikke